# Карл II Анжуйский
Карл II Хромой (1254 — 5 мая 1309) — король Неаполя с 1285 года, а до этого князь Салерно. Сын Карла I Анжуйского и Беатрисы Прованской. Коронован в 1289 году.

## Биография
После сицилийской вечерни Карл Хромой отправился во Францию за войском, собрал 22 тыс. всадников, 60 тыс. пехотинцев, 200 военных кораблей и начал войну против Педро III Арагонского, которого восставшие сицилийцы провозгласили королём. Однако летом 1283 года анжуйский флот был разбит испано-сицилийским флотом под командованием Руджеро Лауриа в сражении у Мальты, а 5 июня 1284 года во время морского сражения у Неаполя попал в плен к врагу сам Карл.
Ни буллы отлучения Мартина IV, ни поход французов не могли заставить Педро III освободить Карла. Только в 1288 году его наследник Хайме II (после смерти Педро III наследовавший Сицилию) вернул Карлу свободу, выговорив у него заложников (трёх его сыновей) и 30 тысяч марок серебра. Карл направился в Риети, где новый папа Николай IV немедленно освободил его от всех клятв Хайме, короновал его королём Сицилии в 1289 году и отлучил от церкви короля Альфонса III Арагонского.
Новый Папа Бонифаций VIII, избранный в 1294 году в Неаполе под эгидой короля Карла, стал посредником между ним и Хайме, в результате чего был подписан договор в Ананьи. По нему Хайме должен был жениться на дочери Карла Бьянке и получал право инвеституры на Сардинии и Корсике, обязуясь предоставить анжуйцам свободу действий в Сицилии. Хайме II одновременно призвал также своего младшего брата Федериго II к управлению Сицилией. В итоге война продолжилась. Карл помогал папе, а его сын Филипп I Тарентский был взят в плен в битве при Ла Фалконара в 1299 году. В 1302 году был заключён мир в Кальтабелотта. Карл отказался от прав на Сицилию и согласился на брак своей дочери Элеоноры и короля Федериго II. Договор был ратифицирован папой в 1303 году.
Карл провёл свои последние годы спокойно в Неаполе, украсив и укрепив город. Наследовал ему сын Роберт Мудрый.

## Семья
Жена — Мария Венгерская (1257—1323), дочь Иштвана (Стефана) V (1239—1272), короля Венгрии (1270—1272). Через неё Анжу-Сицилийский дом получил право на престол Венгрии после пресечения династии Арпадов. Имел 14 детей, из которых примечательны:
- Карл Мартелл (08.09.1271 — 12.08.1295) — был коронован в 1291 г. в качестве короля Венгрии после смерти своего дяди с материнской линии Ласло IV, но фактически не правил (в Венгрии королём был выбран Андраш III). Сын Карла Мартелла Карл I Роберт (1288 — 16.07.1342) сумел добиться венгерской короны, основав Анжуйскую династию, царствовавшую в Венгрии до 1395 г.
- Людовик (09.02.1275 — 19.08.1297) отказался от династических прав ради служения Церкви, закончил жизнь епископом Тулузы. Канонизирован.
- Роберт (1277 + 16/19.01.1343), король Неаполя с 1309 г.
- Филипп (10.11.1278 — 26.12.1332), принц Таранто. По второй жене князь Ахайи и титулярный император Латинской Константинопольской империи. Один из его сыновей Людовик Тарантский (1308 — 25.05.1362) — второй муж и соправитель Джованны I.
- Иоанн (1294 — 05.04.1336), герцог Дураццо. Основанная им линия Анжуйской династии (линия Дураццо) правила Неаполем в 1382—1435 гг. в лице Карла III Малого, Владислава и Джованны II.
- Маргарита (1273 — 31.12.1299) — первая жена Карла Валуа, принесла ему в приданое Анжу и Мэн, мать Филиппа VI, первого короля Франции из династии Валуа.
- Бланка (1280 — 14.10.1310) — жена Хайме II (1267—1327), короля Арагона (1291—1327) и Сицилии (1285—1295)
- Элеонора (1289 — 09.08.1341) — жена Федериго II (1272—1336), короля Сицилии с 1295 г, основателя Сицилийской линии Арагонского дома
- Мария (1290—1347) — жена Санчо I (1276—1324), короля Майорки.